# Megalodontes cephalotes
Megalodontes cephalotes is een vliesvleugelig insect uit de familie van de Megalodontesidae. De wetenschappelijke naam van de soort is voor het eerst geldig gepubliceerd in 1781 door Fabricius.